# Гражданский арест
Гражданский арест — задержание, производимое лицом, не наделённым для этого специальными полномочиями (в частности, не являющимся представителем исполнительной власти, например, полицейским), но готовым аргументировать обоснованность ареста. Например, может быть произведён свидетелем или жертвой уголовного преступления, частным детективом или адвокатом, или сотрудником ЧОПа, или другим гражданским лицом, самостоятельно обнаружившим улики, а также лицом, обнаружившим официально разыскиваемого, на чей арест выдан судебный ордер. Наиболее известен в странах англосаксонского права, главным образом — в США (во всех штатах, кроме Северной Каролины) и Великобритании.

## Правовая сторона гражданского ареста
Гражданин, совершающий гражданский арест, должен понимать, что он рискует сам оказаться обвиняемым, например, по следующим статьям: неправомерное задержание, попытка представиться полицейским, похищение людей, неправомерный арест. Ответственность может наступить в том случае, если на самом деле не существовало законных оснований для ареста или права подозреваемого были нарушены. Встречались и случаи, когда полиции приходилось дополнительно расследовать, кто являлся подозреваемым, а кто — арестовывающим.
К тому же уровень ответственности и допустимые методы ареста различаются в зависимости от юрисдикции. Например, во Франции и в Германии лица, предотвращающие преступление, включая преступления против собственности, не несут юридической ответственности до тех пор, пока используемые ими при задержании методы соответствуют уровню опасности от преступления (аналогично закону о самообороне).
Стоит отдельно обратить внимание на то, что гражданский арест направлен на предотвращение преступления и задержание преступника, а не на его наказание (степень ответственности и наказание всегда устанавливает суд).

## Гражданский арест в разных странах

### Австралия
Право на осуществление гражданского ареста дается любому лицу на основании федерального и местного законов, но может различаться от штата к штату. Согласно пункту 3Z закона Crimes Act 1914, лицо, не являющееся полицейским констеблем, имеет право осуществить арест без специального ордера (разрешения на арест) в случае, если выполняются следующие требования:
- лицо совершает или только что совершило преступление;
- арестовывающее лицо предстанет перед судом для дальнейшего разбирательства, не будет мешать правосудию в части сокрытия улик и вещественных доказательств или их фальсификации, будет оказывать помощь свидетелям и т. п.

Во всех случаях лицо, совершившее гражданский арест, обязано доставить арестованного в руки полицейского.

### Бразилия
Федеральный закон разрешает любому лицу, ставшему свидетелем преступления или попытки скрыться с места преступления, осуществить гражданский арест. Лицо, собирающееся арестовать подозреваемого, должно обладать (по собственному мнению) достаточными возможностями для удержания подозреваемого в подчинении, и заранее и четко объяснить ему, что собирается произвести гражданский арест, а затем вызвать полицию и дождаться прибытия патруля. Лицо, совершившее арест, должно дать показания в качестве свидетеля и заполнить все необходимые бланки полиции. Если факты, указывающие на то, что задержанный действительно совершал преступление, не могут быть установлены и проверены, то арестованный может, в свою очередь, выдвинуть обвинения против него.

### Дания
Согласно параграфу 755 (2) законодательного акта Administration of Justice, любое лицо может арестовать подозреваемого, найденного на месте преступления или около него, при наличии достаточных оснований или подозрений. Арестовывающий должен незамедлительно вызвать полицию и дать объяснения о времени совершения ареста и его причинах.

### Россия
Словосочетание «гражданский арест» в России законодательно не зафиксировано, тем не менее, понятие задержания не уполномоченными на то лицами существует, оно регулируется статьями 38 и 37 Уголовного кодекса Российской Федерации и Постановлением Пленума Верховного Суда Российской Федерации от 27 сентября 2012 г. № 19, разъясняющим применение этих статей судам Российской Федерации и заменившим действовавшее ранее Постановление Пленума Верховного Суда СССР от 16 августа 1984 года № 14.
В постановлении Верховного Суда России от 27 сентября 2012 года, в частности, говорится:

Право на задержание лица, совершившего преступление, имеют не только уполномоченные на то представители власти, но и иные лица, в том числе пострадавшие от преступления, или ставшие его непосредственными очевидцами, или лица, которым стало достоверно известно о его совершении. <...> Превышение мер, необходимых для задержания лица, совершившего преступление, влечет за собой уголовную ответственность только в случаях умышленного причинения смерти, тяжкого или средней тяжести вреда здоровью. Если лицу, совершившему преступление, при задержании был причинен вред меньший, чем это предусмотрено в части 2 статьи 114 УК РФ, действия задерживавшего лица не образуют состава преступления. <...> Если в процессе задержания задерживаемое лицо совершает общественно опасное посягательство, в том числе сопряженное с насилием, опасным для жизни задерживающего его лица или иных лиц, либо с непосредственной угрозой применения такого насилия, причинение вреда в отношении задерживаемого лица следует рассматривать по правилам о необходимой обороне (статья 37 УК РФ).

Исходя из положений статьи 38 УК РФ «Причинение вреда при задержании лица, совершившего преступление», задерживающий должен быть точно уверен, что задерживает именно то лицо, которое совершило преступление (например, когда задерживающий является пострадавшим либо очевидцем преступления; на задерживаемого прямо указали очевидцы преступления как на лицо, его совершившее; когда на задерживаемом или на его одежде, при нем или в его жилище обнаружены явные следы преступления). В ходе задержания недопустимо причинение вреда посторонним лицам, недопустимо использовать общественно опасные способы задержания. Причинение вреда задерживаемому возможно только в случае, если задержать его иным способом невозможно. Превышением мер, необходимых для задержания лица, совершившего преступление, признается их явное несоответствие характеру и степени общественной опасности совершенного преступления и обстоятельствам задержания, когда лицу без необходимости причиняется явно чрезмерный, не вызываемый обстановкой, умышленный вред.
Дополнительно Верховный Суд указывает, что статья 37 УК РФ «Необходимая оборона» распространяется не только на действия лица, на которое непосредственно направлено преступное посягательство, но и на действия других лиц, помогающих ему обороняться от посягательства. Также в этом постановлении говорится, что часть 2 статьи 37 может применяться не только в случае посягательства на здоровье человека, но и в случае посягательства на уничтожение или повреждение чужого имущества, приведение в негодность объектов жизнеобеспечения, транспортных средств и путей сообщения, и в других случаях, предусмотренных Особенной частью Уголовного кодекса Российской Федерации.

### Германия
Существует возможность задержания правонарушителя, которая регулируется параграфом 127, абзац 1 уголовно-процессуального кодекса.
При этом должны соблюдаться следующие условия:
1. Преступление должно быть совершённым в данным момент или за короткое время до задержания. Нельзя задерживать за кражу, совершенную накануне.
2. Должна существовать вероятность бегства подозреваемого. Запрещено задерживать (ограничивать свободу перемещения) в случае, если подозреваемый соглашается добровольно дождаться прибытия полиции или представителей прокуратуры.
3. Личность подозреваемого не может быть установлена и он не желает способствовать её установлению. Обратная ситуация, когда подозреваемый показывает своё удостоверение личности для идентификации.
4. Задержание проводится только до прибытия полиции или представителей прокуратуры.
5. Учитывается возможность применения физической силы (ограничения свободы перемещения) в разумных пределах. Запрещено, например, применять удушающие приёмы или другие действия, которые могут нанести существенный вред здоровью задержанного.